# Katerina Botsari

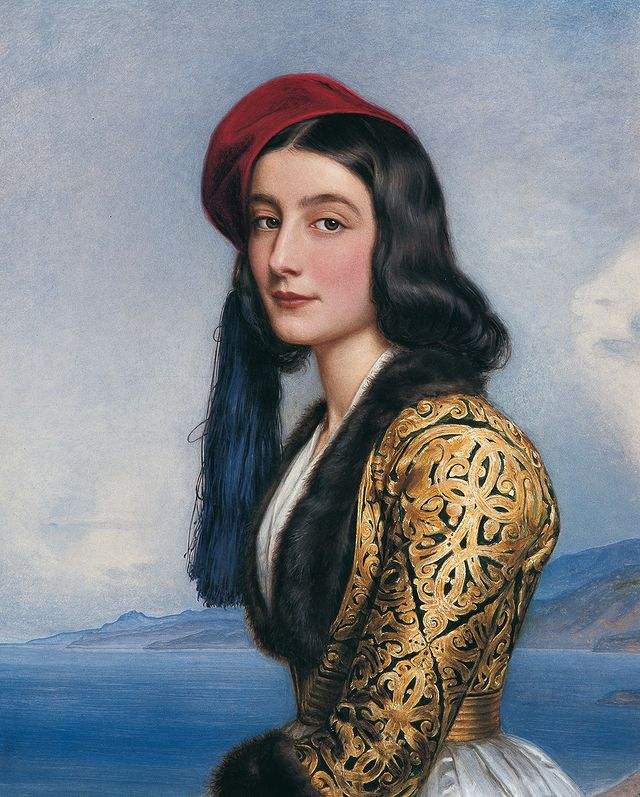
Katerina Botsari

Katerina Botsari, född 1820, död 1872, var en grekisk hovfunktionär. Hon var hovdam åt Greklands drottning Amalia av Oldenburg. En ros av släktet damascenerrosor, Rosa Botsaris, fick sitt namn efter henne.
Hon var dotter till Markos Botsaris. Hon utsågs till hovdam åt Amalia när hovstaten för Greklands första drottning organiserades. Hon beskrivs av dagboksförfattaren Christiane Lüth: 
"Af de to unge Hofdamer var Frøken v. Wiesenthau ikke videre godt oplært, katholsk og ikke køn, hun lo og gnæggede bestandig. Den græske, meget smukke Rosa Botzaris var ikke elskværdig, men knipsk og hadede alt, hvad der var tysk. Hun var fattig, men den Nimbus, der omgav hendes Faders Navn, Frihedshelten, Marko Botzaris, kastede sin Glans over hende. Naar hun rejste med Dronningen, blev hun meget feteret forsin Skønhed, der fremhævedes af Nationaldragten. Hun skjulte at hun forstod Tysk, og bragte farlige politiske Udtalelser omkring i Verden, hvorved hun meget skadede Majestæterne, hendes Velgørere."
Hon var berömd för sin skönhet och gjorde sensation när hon följde med Amalia på dennas resa till Tyskland 1844. Hon gifte sig 1845 med prins George Karatzas och avslutade då sin anställning vid hovet. 
Katerina Botsari var en av de 36 berömda skönheter som porträtterades i Schönheitengalerie (Skönhetsgalleriet) i München mellan 1827 och 1850.